# Volta a Cataluña 2004
La 84ª edición de la Volta a Cataluña, disputada en 2004 entre el 16 al 20 de junio, estuvo dividida en siete etapas, por un total de 838 km.
El vencedor final fue el madrileño Miguel Ángel Martín Perdiguero del equipo Saunier Duval-Prodir por delante de Vladimir Karpets y Roberto Laiseka.
La participación en esta edición no fue de las mejores. La proximidad con el Tour de Francia hicieron que no vinieran hombres como Lance Armstrong, Jan Ullrich, Roberto Heras o Gilberto Simoni. Incluso falló el campeón de la edición anterior, José Antonio Pecharromán.
La carrera, a falta de favoritos estuvo dominada en las primeras etapas por Vladimir Karpets, pero rápidamente se vio que Miguel Ángel Martín Perdiguero era el hombre a batir. Ganó tres etapas, en plano, en montaña y la cronoescalada de Andorra. Alcanzó la victoria más importante de su carrera.
En esta edición se daban bonificaciones de 10, 6 y 4 segundos para los tres primeros de cada etapa, y de 3, 2 y 1 por las metas volantes.

## Etapas
| Etapa    | Fecha       | Recorrido                                     | Km    | Vencedor de etapa              | Líder de la clasificación general |
| 1ª etapa | 14 de junio | Salou – Salou (CRE)                           | 18,1  | Illes Balears-Banesto          | Isaac Gálvez                      |
| 2ª etapa | 15 de junio | Salou – Horta de San Juan                     | 145,4 | Miguel Ángel Martín Perdiguero | Vladimir Karpets                  |
| 3ª etapa | 16 de junio | Borjas Blancas – Pal-Arinsal Andorra          | 200,7 | Miguel Ángel Martín Perdiguero | Vladimir Karpets                  |
| 4ª etapa | 17 de junio | Llorts Andorra - Ordino-Arcalís Andorra (CRI) | 12,4  | Miguel Ángel Martín Perdiguero | Miguel Ángel Martín Perdiguero    |
| 5ª etapa | 18 de junio | Llivia – Blanes                               | 180,6 | Danilo Hondo                   | Miguel Ángel Martín Perdiguero    |
| 6ª etapa | 19 de junio | Blanes – Vallirana                            | 148,1 | Max van Heeswijk               | Miguel Ángel Martín Perdiguero    |
| 7ª etapa | 20 de junio | Olesa de Montserrat – Barcelona               | 132,8 | Isaac Gálvez                   | Miguel Ángel Martín Perdiguero    |

### 1ª etapa
14-06-2004: Salou, 18,1 km. (CRE):
|   | Equipo                | Nacionalidad | Tiempo  |
| - | --------------------- | ------------ | ------- |
| 1 | Illes Balears-Banesto | España       | 20' 07" |
| 2 | Liberty Seguros       | España       | + 6"    |
| 3 | Gerolsteiner          | Alemania     | + 15"   |

|   | Ciclista         | Equipo                | Tiempo |
| - | ---------------- | --------------------- | ------ |
| 1 | Isaac Gálvez     | Illes Balears-Banesto | 20'07" |
| 2 | Vladimir Karpets | Illes Balears-Banesto | m. t.  |
| 3 | Toni Tauler      | Illes Balears-Banesto | m. t.  |

### 2ª etapa
15-06-2004: Salou-Horta de San Juan, 145,4 km.:
|   | Ciclista                | Equipo                | Tiempo     |
| - | ----------------------- | --------------------- | ---------- |
| 1 | Miguel Ángel Perdiguero | Saunier Duval-Prodir  | 3h 46' 25" |
| 2 | Vladimir Karpets        | Illes Balears-Banesto | + 4"       |
| 3 | Max van Heeswijk        | US Postal             | + 6"       |

|   | Ciclista          | Equipo                | Tiempo    |
| - | ----------------- | --------------------- | --------- |
| 1 | Vladimir Karpets  | Illes Balears-Banesto | 4h 06'30" |
| 2 | Pablo Lastras     | Illes Balears-Banesto | + 6"      |
| 3 | José Luis Arrieta | Illes Balears-Banesto | + 8"      |

### 3ª etapa
16-06-2004: Borjas Blancas-Pal-Arinsal, 200,7 km.:
|   | Ciclista                | Equipo                     | Tiempo     |
| - | ----------------------- | -------------------------- | ---------- |
| 1 | Miguel Ángel Perdiguero | Saunier Duval-Prodir       | 5h 43' 46" |
| 2 | Eladio Jiménez          | Comunidad Valenciana-Kelme | + 3"       |
| 3 | Roberto Laiseka         | Euskaltel-Euskadi          | + 6"       |

|   | Ciclista                | Equipo                | Tiempo    |
| - | ----------------------- | --------------------- | --------- |
| 1 | Vladimir Karpets        | Illes Balears-Banesto | 9h 50'22" |
| 2 | Miguel Ángel Perdiguero | Saunier Duval-Prodir  | + 6"      |
| 3 | Roberto Laiseka         | Euskaltel-Euskadi     | + 25"     |

### 4ª etapa
17-06-2004: Llorts-Ordino-Arcalís, 12,4 km. (CRI):
|   | Ciclista                | Equipo                     | Tiempo  |
| - | ----------------------- | -------------------------- | ------- |
| 1 | Miguel Ángel Perdiguero | Saunier Duval-Prodir       | 30' 46" |
| 2 | Roberto Laiseka         | Euskaltel-Euskadi          | + 16"   |
| 3 | David Latasa            | Comunidad Valenciana-Kelme | + 19"   |

|   | Ciclista                | Equipo                | Tiempo     |
| - | ----------------------- | --------------------- | ---------- |
| 1 | Miguel Ángel Perdiguero | Saunier Duval-Prodir  | 10h 21'14" |
| 2 | Vladimir Karpets        | Illes Balears-Banesto | + 22"      |
| 3 | Roberto Laiseka         | Euskaltel-Euskadi     | + 35"      |

### 5ª etapa
18-06-2004: Llivia-Blanes, 180,6 km.:
|   | Ciclista          | Equipo         | Tiempo     |
| - | ----------------- | -------------- | ---------- |
| 1 | Danilo Hondo      | Gerolsteiner   | 4h 14' 43" |
| 2 | René Haselbacher  | Gerolsteiner   | m. t.      |
| 3 | Crescenzo D'Amore | Acqua & Sapone | m. t.      |

|   | Ciclista                | Equipo                | Tiempo     |
| - | ----------------------- | --------------------- | ---------- |
| 1 | Miguel Ángel Perdiguero | Saunier Duval-Prodir  | 14h 35'55" |
| 2 | Vladimir Karpets        | Illes Balears-Banesto | + 24"      |
| 3 | Roberto Laiseka         | Euskaltel-Euskadi     | + 37"      |

### 6ª etapa
19-06-2004: Blanes-Vallirana, 148,1 km.:
|   | Ciclista                | Equipo               | Tiempo     |
| - | ----------------------- | -------------------- | ---------- |
| 1 | Max van Heeswijk        | US Postal            | 3h 06' 03" |
| 2 | Allan Davis             | Liberty Seguros      | m. t.      |
| 3 | Miguel Ángel Perdiguero | Saunier Duval-Prodir | + 1"       |

|   | Ciclista                | Equipo                | Tiempo     |
| - | ----------------------- | --------------------- | ---------- |
| 1 | Miguel Ángel Perdiguero | Saunier Duval-Prodir  | 17h 41'55" |
| 2 | Vladimir Karpets        | Illes Balears-Banesto | + 28"      |
| 3 | Roberto Laiseka         | Euskaltel-Euskadi     | + 41"      |

### 7ª etapa
20-06-2004: Olesa de Montserrat-Barcelona, 132,8 km.:
|   | Ciclista         | Equipo                | Tiempo      |
| - | ---------------- | --------------------- | ----------- |
| 1 | Isaac Gálvez     | Illes Balears-Banesto | 2h 57' 49"" |
| 2 | Mirco Lorenzetto | De Nardi              | m. t.       |
| 3 | Danilo Hondo     | Gerolsteiner          | m. t.       |

|   | Ciclista                | Equipo                | Tiempo     |
| - | ----------------------- | --------------------- | ---------- |
| 1 | Miguel Ángel Perdiguero | Saunier Duval-Prodir  | 20h 39'44" |
| 2 | Vladimir Karpets        | Illes Balears-Banesto | + 28"      |
| 3 | Roberto Laiseka         | Euskaltel-Euskadi     | + 41"      |

## Clasificaciones finales

### Clasificación general
| Posición | Ciclista                       | Equipo                     | Tiempo      |
| -------- | ------------------------------ | -------------------------- | ----------- |
|          | Miguel Ángel Martín Perdiguero | Saunier Duval-Prodir       | 20h 39' 44" |
| 2        | Vladimir Karpets               | Illes Balears-Banesto      | + 28"       |
| 3        | Roberto Laiseka                | Euskaltel-Euskadi          | + 41"       |
| 4        | David Latasa                   | Comunidad Valenciana-Kelme | + 1'00"     |
| 5        | Eladio Jiménez                 | Comunidad Valenciana-Kelme | + 1'19"     |
| 6        | Iván Parra                     | Comunidad Valenciana-Kelme | + 1'28"     |
| 7        | Alberto López de Munain        | Euskaltel-Euskadi          | + 2'17"     |
| 8        | Josep Jufré                    | Relax-Bodysol              | m. t.       |
| 9        | Pablo Lastras                  | Illes Balears-Banesto      | + 2'46"     |
| 10       | Daniel Atienza                 | Cofidis                    | + 3'07"     |

## Clasificaciones secundarias
|   | Ciclista               | Equipo                     | Puntos   |
| - | ---------------------- | -------------------------- | -------- |
| 1 | M.A. Martín Perdiguero | Saunier Duval-Prodir       | 61 punts |
| 2 | David Latasa           | Comunidad Valenciana-Kelme | 51 punts |
| 3 | Félix Cárdenas         | Cafés Baqué                | 44 punts |

|   | Ciclista        | Equipo                     | Puntos   |
| - | --------------- | -------------------------- | -------- |
| 1 | David Fernández | Costa de Almería-Paternina | 11 punts |
| 2 | Pablo Lastras   | Illes Balears-Banesto      | 10 punts |
| 3 | Lander Euba     | Costa de Almería-Paternina | 7 punts  |

|   | Ciclista                       | Equipo                | Puntos   |
| - | ------------------------------ | --------------------- | -------- |
| 1 | Miguel Ángel Martín Perdiguero | Saunier Duval-Prodir  | 91 punts |
| 2 | Danilo Hondo                   | Gerolsteiner          | 63 punts |
| 3 | Vladimir Karpets               | Illes Balears-Banesto | 51 punts |

|   | Equipo                     | Nacionalidad | Tiempo      |
| - | -------------------------- | ------------ | ----------- |
| 1 | Comunidad Valenciana-Kelme | España       | 62h 03' 05" |
| 2 | Illes Balears-Banesto      | España       | + 5'49"     |
| 3 | Relax-Bodysol              | España       | + 6'56"     |

## Progreso de las clasificaciones
Esta tabla muestra el progrero de las diferentes clasificaciones durante el desarrollo de la prueba.
| Etapa (Ganador)                        | Clasificación General          | Clasificación de la Montaña    | Clasificación por Puntos       | Clasificación por equipos  |
| -------------------------------------- | ------------------------------ | ------------------------------ | ------------------------------ | -------------------------- |
| Etapa 1 (CRE) (Illes Balears-Banesto)  | Isaac Gálvez                   | no se repartieron puntos       | no se repartieron puntos       | Illes Balears-Banesto      |
| Etapa 2 (M. Á.Martín Perdiguero)       | Vladimir Karpets               | José Luis Rebollo              | Miguel Ángel Martín Perdiguero | Illes Balears-Banesto      |
| Etapa 3 (M. Á.Martín Perdiguero)       | Vladimir Karpets               | Miguel Ángel Martín Perdiguero | Miguel Ángel Martín Perdiguero | Comunidad Valenciana-Kelme |
| Etapa 4 (CRI) (M. Á.Martín Perdiguero) | Miguel Ángel Martín Perdiguero | Miguel Ángel Martín Perdiguero | Miguel Ángel Martín Perdiguero | Comunidad Valenciana-Kelme |
| Etapa 5 (Danilo Hondo)                 | Miguel Ángel Martín Perdiguero | Miguel Ángel Martín Perdiguero | Miguel Ángel Martín Perdiguero | Comunidad Valenciana-Kelme |
| Etapa 6 (Max van Heeswijk)             | Miguel Ángel Martín Perdiguero | Miguel Ángel Martín Perdiguero | Miguel Ángel Martín Perdiguero | Comunidad Valenciana-Kelme |
| Etapa 7 (Isaac Gálvez)                 | Miguel Ángel Martín Perdiguero | Miguel Ángel Martín Perdiguero | Miguel Ángel Martín Perdiguero | Comunidad Valenciana-Kelme |